# 相馬康一
相馬康一（日语：／ Sōma Kōichi，1982年2月5日—）是日本男性声优。出生于佐贺縣，Pro-Fit声优养成所毕业。

## 出演作品

### 電視動畫
2007年
- Ani*Kuri15「隱秘☆公主」（Evil忍者、家老）
- 校園烏托邦 學美向前衝！（站員）
- CLANNAD（橄欖球部員）

2010年
- 神隱之狼（強硬派）
- K-ON!!（觀眾）

2011年
- 银魂'（健、男B、惡魔B）

2012年
- 織田信奈的野望（八劍六郎太、長井隼人佐）
- 男子高校生的日常（男子A）
- 樂高旋風忍者：旋風術大師（パイソー、銀行工作人員、ダレス师匠、コンストB、博物館職員）

2013年
- AKB0048 next stage（公司的董事）
- 打工吧！魔王大人（宅配业者、男）
- 單色小姐 -The Animation-（會長、面試官B、老人）

2014年
- 獻給某飛行員的戀歌（傳令、隊長）
- 愚者信長（管制官A）
- 目隱都市的演繹者（恐怖分子A）
- 愛絲卡&羅吉的鍊金工房～黃昏天空之鍊金術士～（村民）
- 如果折斷她的旗（理事長C、七徳院C）
- NO GAME NO LIFE 遊戲人生（民眾）
- 健全機鬥士（總理大臣）
- ALDNOAH.ZERO（工作員）
- 三坪房間的侵略者！？（男性職員、相撲部員）
- 信長協奏曲
- 刀劍神域Ⅱ（玩家〈軍服〉）
- 普通女高中生要做當地偶像
- 戰鬥少女選擇者（作業員、管理人）
- 灰色的果實（黒服1）
- 天雷爭霸：復仇者聯盟（教授）

2015年
- 純潔的瑪利亞（隊長、傭兵1）
- 聖劍使的禁咒詠唱（醫院職員）
- 亞爾斯蘭戰記（士兵）
- 灰色的迷宮（恐怖分子B）
- Hello！！黃金拼圖（店主）
- 在地下城尋求邂逅是否搞錯了什麼（摩多·拉特羅）
- 食戟之靈（父、業者、店主B、漁師C、漁師B）
- 小長門有希的消失（眼鏡店店主）
- 庭球社 第5期（轟雷右衛門、貓大叔、爺爺）
- GATE 奇幻自衛隊（亞爾格納、村人、男、農夫、隊員、渡邊良三、加斯頓）
- 出包王女DARKNESS 2nd（店員）
- 夏洛特（黑衣人B）
- 亂步奇譚 Game of Laplace（不良）
- 比基尼戰士（謎之聲）
- 機動戰士鋼彈 鐵血孤兒（廣播、迪瓦茲黑服）
- 彗星·路西法（店員、隊列的人、司機）
- 落第騎士英雄譚（手下、査問官）
- 重裝武器（秘書官、秘書）
- 單色小姐 -The Animation-（聖誕老人、救助隊員）
- 女武神驅動 美人魚（醫師）
- 青年黑傑克（活動家2）

2016年
- 無彩限的幻影世界（鬼的幻影、機器人的幻影、師父、店員、棕熊人兵、殭屍武士、警備機器人）
- 舞武器·舞亂伎（舞武器警官）
- Active Raid－機動強襲室第八係－（石黒、警官B）
- 灰與幻想的格林姆迦爾（商人、哥布林B、哥布林C、狗頭人B、狗頭人C、狗頭人長老D）
- 疾走王子Alternative（裁判、廣播）
- 機動戰士鋼彈 鐵血孤兒（肇·津路）
- 庭球社 第7期（毒男、眼鏡男子們、太田）
- Dimension W ～維度戰記～（禿山敦）
- 重裝武器（一般兵）
- GATE 奇幻自衛隊（帝國兵、通信）
- 最弱無敗神裝機龍（警備責任者）
- Re:從零開始的異世界生活（露天店主、文官、討伐隊）
- 飛翔的魔女（教師、大叔、大叔B）
- 學戰都市Asterisk（黑幫B、部下B）
- 兔龜（蔬菜店、魚店）
- 樂高未來騎士團（梅洛克／梅洛克2.0）
- 亞爾斯蘭戰記 風塵亂舞（士兵、軸德族）
- 雷加利亞三聖星（記者、老闆、州知事、人群、科學者）
- 發條精靈戰記 天鏡的極北之星（亞姆塞·斯爾卡塔、基斯帕）
- Qualidea Code（作業員、操作員）
- 食戟之靈 貳之皿（父、店主）
- TABOO TATTOO－禁忌咒紋－（飛行員、中將、職員）
- 齊木楠雄的災難（神明）
- 魔法少女育成計畫（魔物、上司、流浪漢、惡魔）
- 庭球社 第8期（惡魔、流氓）
- 競女!!!!!!!!（記者、大叔）
- 失憶煽動WIXOSS（千夏的父親）
- 超自然9人組（神明）
- 機動戰士鋼彈 鐵血孤兒 第2期（新江·普洛特）
- Classica Loid（餃子餐車的店主）
- 舞武器·舞亂伎 星之巨人（警備兵）
- 啟航吧！編舟計畫（宣傳部部長、印刷所所員）

2017年
- 幼女戰記（共和國魔導師、老人、助手、座長、特納、將校、部隊長、民兵、官僚、HQ）
- Classica Loid（老人、採訪者）
- MARGINAL#4 從KISS 開始創造的Big Bang（老師、導演、眉毛）
- 風夏（男性客、觀客）
- 南鎌倉高校女子自行車社（爺爺）
- Hand Shakers（職員）
- 救難小英雄24（亞里士多德隊）
- Rewrite（博士、司令官、幹部）
- 人渣的本願（最可的父親）
- 快盜天使雙胞胎BREAK（廣播）
- 有頂天家族2（日輪坊）
- ID-0（講師、操作員2、司令）
- 櫻花任務（宅配員、磯貝）
- 劍姬神聖譚（獸蠻族）
- Re:CREATORS（擔當編集、官僚、警官、漫才師、醫師）
- 妖怪公寓的優雅日常（不動產屋A、上司）
- 戰姬絕唱SYMPHOGEAR AXZ（工場長）
- 咕嚕咕嚕魔法陣（第3作）（巴多）
- 騎士&魔法（提博教師、里奧塔莫思·哈爾斯·弗雷梅維拉、士兵D）
- Princess Principal（社長）
- 庭球社 第9期（熊、夏爾·戴高樂、轟雷右衛門、爺爺、鼓、蒙蘇特馬）
- Just Because!（副校長）
- 偶像大師 SideM（律師前輩）
- Infini-T Force（人群）
- Code:Realize ～創世的公主～（拍賣人、神父）
- Classica Loid 第2期（大太法師）
- Wake Up, Girls！新章（WUGNER D）
- 無論何時我們的戀情都是10厘米。（老師、老爺爺）
- 食戟之靈 餐之皿（店主）
- 奇諾之旅 -the Beautiful World-（隊長）
- 魔物獵人物語 RIDE ON（獵人1）

2018年
- 愛吃拉麵的小泉同學（店員A、店員C、店員B、店員D、店長）
- 博多豚骨拉麵團（上司、舍弟、中年男、妙見、老人）
- 牙鬥獸娘（男、教授、田中正、老員工、流氓）
- 霸穹 封神演義（黃明）
- 擅長捉弄人的高木同學（數學老師、鎮長）
- 皇帝聖印戰記（鎮民、士兵、村人、歐伊根·尼可萊、夏茵侯爵、聖騎士）
- 比宇宙更遠的地方（隊員）
- 慢活開始（老人）
- 極道超女（師父）
- 刀劍神域外傳 Gun Gale Online（Dashin、KKHC）
- 黃金神威（士兵、武之助、鎮民）
- 最終休止符 -無止境的螺旋物語-（村長、弟、市長、卡蒂村長、哈薩瑪村長、伊巴里村長）
- 惡魔高校D×D HERO（男性、記者、歴代赤龍帝）
- 鬼燈的冷徹 第貳期（烏天狗）
- 雷頓的神秘偵探社～卡翠的解謎事件簿～（有錢人B、梅拉科）
- 實驗品家庭（男性）
- 重神機潘多拉（商店的男性、士兵）
- 女神異聞錄5 the Animation（弔問客D）
- 行星與共（教師2、評論員、攝影師、里耶爾之民、市政府人員(男)、宇宙人2、心靈感應部隊1）
- 後街女孩（居酒屋老闆、大叔、組員）
- 搖曳莊的幽奈小姐（老夫婦・夫、食髮鬼、校長、虛無僧）
- 鋼彈創鬥者 潛網大戰（薩薩密斯會長）
- Angolmois 元寇合戰記（左近之右馬允）
- 高分少女（華生）
- 紅蓮之王（研究員、工事責任者）
- OVERLORD Ⅲ（中堅貴族、哥布林長弓兵團團長、精銳騎士）
- 尤利西斯 貞德與鍊金騎士（布里安、貴族B、神父、大臣、市民B、老人、英格蘭兵B、修道士、市民）
- 終將成為妳（老師）
- 刀劍神域 Alicization（哥布林）
- 關於我轉生變成史萊姆這檔事（葛洛姆）
- 叛逆性百萬亞瑟王（龍套亞瑟、男B、礦工、羅蕾塔的父親、加伊拉、村人、街人、圓桌亞瑟B）
- 我讓最想被擁抱的男人給威脅了。（CM監督）
- 黃金神威 第2期（賣藥的人、漁師、偽野篦坊）
- 梅露可物語-無精打采的少年與瓶中少女-（守門人）
- 魔法禁書目錄Ⅲ（諫早）
- JoJo的奇妙冒險 黃金之風（司機）

2019年
- 魔法禁書目錄Ⅲ（市民）
- 魔法少女特殊戰明日香（男、與那嶺宏太）
- 輝夜姬想讓人告白～天才們的戀愛頭腦戰～（鄉下的爺爺、店長）
- revisions（西服3、群眾1、男AHRV士兵〈回想〉、中年男）
- 格林筆記 The Animation（大叔、衛士、衛兵）
- 荒野的壽飛行隊（精英興業社員、經理）
- Endro～！（四天王C）
- 刀劍神域 Alicization（元老）
- 同居人是貓（店員1）
- 飛翔吧！戰機少女（管制官）
- 女神異聞錄5 the Animation Stars and Ours（議員）
- 我們真的學不來！（現國教師）
- 一拳超人 第2期（重戰車兜檔布、背心幫、暴花戶、天晴、鎖鏈蛤蟆）
- Fairy Gone（萊德拉德指揮官、約阿希姆·塞特）
- 叛逆性百萬亞瑟王（山賊亞瑟1、漁師、巴爾托斯軍隊長、龍套亞瑟A）
- Dr.STONE 新石紀（老師、恭一郎）
- 流汗吧！健身少女（參加者、健美先生）
- 在地下城尋求邂逅是否搞錯了什麼II（警備、摩多·拉特羅）
- 科學一方通行（警備員中隊長、DA兵）
- 擅長捉弄人的高木同學2（學者）
- 彼方的阿斯特拉（士兵）
- 女高中生的虛度日常（老教師）
- 籃球少年王（監督）
- 慎重勇者～這個勇者明明超TUEEE卻過度謹慎～（鎮民）
- 非槍人生NO GUNS LIFE（老爹、父、工作人員、薩雷沙甘）
- 我們真的學不來！第2期（現國教師）
- 炎炎消防隊（假日影）
- 巴比倫（齋藤〈捜査員〉）
- 警視廳 特務部 特殊凶惡犯對策室 第七課 -特7-（男B）
- BEASTARS（蜥蜴）

2020年
- 寶石商人理察的謎鑑定（爺爺、辛·加納帕蒂·貝魯喬）
- 歌舞伎町夏洛克（師父）
- 神推偶像登上武道館我就死而無憾（偶像宅、藤田）
- 巴比倫（高峰會場員工B）
- pet（陳家的司機）
- 異種族風俗娘評鑑指南（隊長、樹妖爺爺）
- 格萊普尼爾（中年教師）
- 新櫻花大戰 the Animation（麵包店）
- 隱瞞之事（老人、司機、男性B、校長）
- 輝夜姬想讓人告白？～天才們的戀愛頭腦戰～（教師）
- 神之塔 -Tower of God-（波雷酷）
- 籃球少年王（小澤老師）
- DECA-DENCE（院長、解體工B、馬丁、BUG生化人E、齒輪A、BUG生化人B、看守B、歐米加）
- Re:從零開始的異世界生活 2nd season（村人）
- 炎炎消防隊 貳之章（卡龍的手下）
- 多美卡友情合體 Earth Granner（園長）
- 魔物娘的醫生（賊C）
- 科學超電磁砲T（旁白）
- 富豪刑事 Balance:UNLIMITED（廚師、男、畫像繪師、警備員）
- 刀劍神域 Alicization War of Underworld -THE LAST SEASON-（解說者）
- 非槍人生NO GUNS LIFE（尚·克羅德）
- 在魔王城說晚安（弗蘭肯殭屍）
- 勇者鬥惡龍 達伊的大冒險（2020）（怪物、石像鬼A）
- 憂國的莫里亞蒂（勞動者C）
- 暮蟬悲鳴時業（作業員）
- 在地下城尋求邂逅是否搞錯了什麼III（巨怪、摩多·拉特羅）
- 戰翼的希格德莉法（你們's）
- 夢夢貓（緊身衣叔叔）

2021年
- 轉生成蜘蛛又怎樣！（學園長）
- 勇者鬥惡龍 達伊的大冒險（2020）（護衛兵、人們、龍、重臣、卡納爾、希爾特、船員、陰影、迦樓羅）
- 工作細胞BLACK（紅血球〈JJ4141〉、一般細胞、記憶細胞、紅血球〈BB5123〉）
- 無職轉生～到了異世界就拿出真本事～（父親）
- 關於我轉生變成史萊姆這檔事 第2期（葛洛姆）
- BEASTARS 第2期（老闆）
- 工作細胞!!（小腸細胞·上司）
- 比方說，這是個出身魔王關附近的少年在新手村生活的故事（村長）
- ICHU偶像進行曲（工作人員）
- Dr.STONE 新石紀 第2期（密談的男子、套裝男）
- 關於我轉生變成史萊姆這檔事 轉生史萊姆日記（葛洛姆）
- 擾亂 THE PRINCESS OF SNOW AND BLOOD
- 憂國的莫里亞蒂（男貴族D）
- 後空翻少年!!（章魚燒屋、流氓、大賽委員長、鶴屋的大叔）
- Vivy -Fluorite Eye's Song-（研究者2）
- 佐賀偶像是傳奇 捲土重來（AD、觀眾、參加者A、魚販、歷戰志士 は、作業員）
- 戰鬥員派遣中！（內政官）
- 持續狩獵史萊姆三百年，不知不覺就練到LV MAX（世界樹之獸）
- 桃子男孩渡海而來（領主、麵包店店主、鮮魚店店主、巴蘇、爺爺）
- 暮蟬悲鳴時卒（男）
- 暗夜第六感 2041（一般人男性B）
- 平穩世代的韋馱天們（路喬、士兵）
- 陰陽眼見子（鬼怪）
- 境界戰機（大洋洲軍士兵）
- 宿命迴響：命運節拍（店主、警備員B、專家、職員）
- 終末的後宮（高木醫師）
- 狂熱深淵 迷失的孩子（小混混A、謎之工程師、密探）
- 大正處女御伽話（市集小販）
- 月與萊卡與吸血公主（巴甫洛夫）
- 卡片戰鬥!! 先導者 overDress（店主）
- 異世界食堂2（商人）
- VISUAL PRISON 視覺監獄（公車司機）
- 吸血鬼馬上死（長老犰狳）
- 世界頂尖的暗殺者轉生為異世界貴族（敌人的指挥官）
- TSUKIPRO THE ANIMATION 2（店主）

2022年
- ORIENT 東方少年（町人、礦工、商人、觀眾、武士、老爺子、有馬）
- 勇者鬥惡龍 達伊的大冒險（2020）（灰熊、佛力庫斯）
- 天才王子的赤字國家重生術（納特拉武官）
- JoJo的奇妙冒險 石之海（看守B）
- 秘密內幕～女警的反擊～（福島的父親）
- 白領羽球部（和尾重樹、前輩社員）
- 王子的本命是惡役千金（男、司祭）
- 薔薇王的葬列（民A、伊利主教）
- 現實主義勇者的王國重建記（貴族）
- 擅長捉弄人的高木同學3（數學老師）
- 骸骨騎士大人異世界冒險中（傭兵公會的老爹、精靈獵人、士兵、布里昂、護衛）
- 處刑少女的生存之道（恐怖分子）
- Healer Girl 歌癒少女（患者）
- 式守同學不只可愛而已（男性攤販）
- 境界戰機（湯瑪斯·米勒）
- RPG不動產（大叔）
- 盾之勇者成名錄 Season2（臣下）
- 異世界歸來的舅舅（牛頭人、冒險者B）
- 幕末替身傳說（烏合、茂吉、雜面男、雜面武士、會津藩士）
- 黑之召喚士（公會看守）
- 東京喵喵 NEW♡（製作人）
- 綻放的阿爾斯諾特利亞（騎士）
- BLUE LOCK 藍色監獄（潔一生）
- Delicious Party ♡ 光之美少女（校長、導演、玉木真柴）
- 戀愛Flops（發情狗）
- 鏈鋸人（車内的男子、男A）
- 忍之一時（近松）
- 點滿農民相關技能後，不知為何就變強了。（B國的使者）
- 前進吧！登山少女 Next Summit（主人）

2023年
- 永久少年 Eternal Boys（河原林延八郎、Aoha飲料社長、男公關、不良）
- Sugar Apple Fairy Tale（農夫）
- 萬事屋齋藤先生轉生異世界（吉邦格爾[1]）
- 物之古物奇譚（組員、魚屋）
- 間諜教室
- 福星小子（上班族）
- 開闊天空！光之美少女（粗暴怪）
- 英雄王，為了窮盡武道而轉生～而後成為世界最強見習騎士♀～（来賓、騎士）
- 為了養老，我要在異世界存8萬枚金幣（敵指令官）
- Dr.STONE 新石紀 NEW WORLD（礁）
- 【我推的孩子】
- 機動戰士GUNDAM 水星的魔女（校園開放日參觀者）
- 天國大魔境（LiviuMan）
- Opus.COLORs 色彩高校星（主辦者）
- 異世界一擊殺姊姊 ～姊姊同伴的異世界生活開始了～（村人A）
- 屁屁偵探（員工）
- 放學後失眠的你（校長）
- 魔法使的新娘 SEASON2（所長）
- 偶像大師 灰姑娘女孩 U149（役員）
- 在異世界獲得超強能力的我，在現實世界照樣無敵～等級提升改變人生命運～（萊因哈特）
- 和山田談場Lv999的戀愛（加藤）
- AYAKA -綾島奇譚-（船主老人）
- 幻日夜羽 -鏡中暉光-
- 神劍闖江湖－明治劍客浪漫譚－（警官隊隊長、警官）
- AI電子基因（同室的老人）
- 殭屍100～在成為殭屍前要做的100件事～（水手服殭屍、鯊魚殭屍）
- 死神少爺與黑女僕 第2期（邁尼斯）
- 我的幸福婚約
- 打工吧！！魔王大人（店主）
- 我想成為影之強者！2nd season（THREE）
- 地下忍者（小津、NIN幹部3）
- 川越男子歌唱團（學生、森老師）
- SPY×FAMILY間諜家家酒 第2期（研究員、保安局員）
- 豬肝記得煮熟再吃（基林斯）
- 想當冒險者前往都市的女兒成為S級（馬爾達伯爵）
- 競速 OVERTAKE!（老爺爺）
- 我的新上司是天然呆（司機、計程車司機）
- 家裡蹲吸血姬的鬱悶（倒月A）
- 堤亞穆帝國物語～從斷頭台開始，公主重生後的逆轉人生～（穆吉克）
- 哥布林殺手II（哥布林祭司）

2024年
- 婚戒物語（小吃攤的店主、觀眾、牧師）
- 為了在異世界也能撫摸毛茸茸而努力。（高修、導遊）
- BUCCHIGIRI?!（魅那斗會 幹部）
- 新哆啦A夢（知人）
- 非自願的不死冒險者（村長）
- 奇異賢伴 黑色天使
- WIND BREAKER—防風少年—
- 偶像大師 閃耀色彩（肉店大叔）
- 星際莊的戀愛日記（菜店）
- 轉生貴族憑鑑定技能扭轉人生～繼承弱小領土後，招募優秀人才打造最強領土～（醫生、佩雷納郡長）
- 怪異與少女與神隱（客）
- Re:Monster（士兵）
- 王牌酒保 神之杯（男性客）
- 魔王學院的不適任者 II～史上最強的魔王始祖，轉生就讀子孫們的學校～（八歌賢人）
- 戰隊大失格（主人）
- 天穗之咲稻姬（瓢簞）
- 異世界悠閒紀行～邊養娃邊當冒險者～（多米尼克）
- 新人大叔冒險者，被最強隊伍操到死成無敵（親衛隊隊員D）
- 異世界失格（龍、瑠卡）
- 這個世界漏洞百出（瓦伊祭里）
- Acro Trip 頂尖惡路（伊達翠京[2]）
- Re:從零開始的異世界生活 3rd season（帕特拉修）
- 刀劍神域外傳 Gun Gale Online II（KKHC、玩家）
- 去參加聯誼，卻發現完全沒有女生在場

2025年
- 灰色：幻影扳機（仙石那月）
- 魔域英雄傳說（克爾伯德、警備隊、野盜的頭目、士兵、司令官、砲台伯軍兵、山嶽貴族）
- 中年男的異世界網購生活（道具店的老爺爺、貴族B）
- SAKAMOTO DAYS 坂本日常（男、高御堂）
- 蠟筆小新（店主）
- 歡迎來到日本，妖精小姐。（商人）
- LAZARUS 拉撒路（庭師）
- 歲月流逝飯菜依舊美味（職員）
- 來到棒球場捕捉我吧！（栗原）
- 隨興旅 -That's Journey-（仲造大叔）
- 紫雲寺家的兄弟姊妹（監督）
- 不會拿捏距離的阿波連同學 season2（男）
- 藥師少女的獨語 第2期（族長）
- 鬼人幻燈抄（玉川店主）
- 光逝去的夏天（龜山叔叔）
- GACHIAKUTA（漢堡店的客人）

### 劇場動畫
2014年
- 女神異聞錄3 THE MOVIE #2 Midsummer's Knight Dream（はがくれ店主）

2015年
- 秋之鼓點（夏祭實行委員）
- Code Geass 亡國的AKITO 第3章「輝煌之物從天墮下」（騎士）

2016年
- 劇場版 偵探歌劇 少女福爾摩斯 ～逆襲的福爾摩斯～（男）

2017年
- 刀劍神域劇場版：序列爭戰

2019年
- 幼女戰記劇場版（士兵）
- 在地下城尋求邂逅是否搞錯了什麼 ─ 獵戶座之箭 ─

### OVA
2015年
- 噬血狂襲 女武神的王國篇（店長、放送員B）

2016年
- 噬血狂襲II（員工）
- 出包王女DARKNESS（魚人）※漫畫第15卷限定版附贈

2019年
- 我們真的學不來（現國教師）
- Re:從零開始的異世界生活 冰結之絆（交換所的老人）

### 網路動畫
2016年
- 星期一的豐滿（廣播、課長）

2018年
- 怪物彈珠（蘇爾加特、惡魔之書）

2019年
- Fight League 交鋒聯盟（オイルポンパー チュルチュル）

2020年
- 鋼彈創鬥者 潛網大戰Re:RISE（ジリク、G-CAFE廚房員工、潛網者）

1. ↑  . まんたんウェブ (MANTAN). 2022-11-02  [2022-11-02]. （原始内容存档于2022-11-13）.
2. ↑  . Comic Natalie. 2024-08-30  [2024-08-30]. （原始内容存档于2024-09-20） （日语）.